# C10H14N4O3
化学式C10H14N4O3（摩尔质量：238.24 g/mol）可能指：
- 羟丙茶碱，CAS号：603-00-9
- 8-乙氧基咖啡因，CAS号：577-66-2
- 丙可可碱，CAS号：50-39-5

|  | 这个同类索引页列出了具有相同分子式的化学物（即同分異構體）条目。 除非您是有意链接至本页，否则应将相应条目的内部链接指向正确的条目。 |